# Presidio de Albuquerque
Las fortificaciones de Albuquerque se localizaban en la margen derecha del río Paraguay, en la actual ciudad de Ladário, estado de Mato Grosso del Sur, en el Brasil.

## Historia
Souza (1885), reporta al almirante Augusto Leverger, barão de Melgaço, para informar que la primitiva fortificación de este lugar remonta a un presidio (colonia militar) fundado en 1778 por determinación del cuarto gobernador y capitán general de la capitanía de Mato Grosso, Luís de Albuquerque de Melo Pereira e Cáceres, en honra a quien fue inicialmente denominado Albuquerque.
La Corona Portuguesa encargó a un sargento mayor en 1778 «levantar uma grande cruz de pau de lei, limpar terreno, fazer quartel e fogos, caçar nos matos vizinhos, pescar nos rios». El sertanista João Leme do Prado se instaló allí con su familia y algunos colonos, llegados de la villa de Cuiabá. Un Perfil da povoação de Albuquerque (1784), revela una plaza rectangular con una capilla en uno de los extremos y el cuartel en el otro, y pocas casas.
Posteriormente, el Presidio de Albuquerque fue trasladado a un lugar más adecuado, constituyendo el embrión de la futura villa de Corumbá (hoy ciudad: véase Fortificaciones de Corumbá)
Después de la Guerra de la Triple Alianza (1864-1870), en esta localidad (antiguo presidio de Albuquerque) fue colocada la piedra fundacional del Arsenal de Marinha da Província de Mato Grosso (14 de marzo de 1873), inaugurado al año siguiente. Sus medios de defensa consistían en tres baterías por el lado del río, y por los lados del este y del sur, una línea quebrada y continua, circunscribiendo todas las oficinas y dependencias del Arsenal. Garrido (1940) comprende estas estructuras como constituyentes de un fuerte (Forte do Ladário) que, en 1880, montaba sesenta y ocho piezas de diferentes calibres.
Barretto (1958) informa que, en la época (1958), sus dependencias servían de sede al 6.º Distrito Naval, constituyendo en lo presente la Base Fluvial de Ladário (BFLa), prestando apoyo logístico a las embarcaciones y las OM subordinadas al 6.º Distrito Naval.